# 原田榮進
原田 榮進（はらだ えいしん、1933年9月8日 - ）は、日本の造園家。特定非営利活動法人日本ガルテン協会会長。社団法人日本経営士会正会員、社団法人日本建築学会正会員。 

## 来歴・人物
福岡県福岡市生まれ。 宗左近にフランス文学、松下圭一に政治学を学ぶ。法政大学卒業。 
人間行動研究会（HB研）代表として企業で働く人々の心と行動を研究。 25年に亘り丸の内「日本工業倶楽部」において、月例会を主宰、月刊誌「HB研レポート」を発行。
1970～95年、中国各地、東南アジア、中央アジア、アメリカの他、東欧、北欧をはじめヨーロッパなど世界各地を調査研究。とくにシルクロード、中国へは十数回調査敢行。
日本庭園学会正会員。（日本建築・庭園文化と経済のパラダイムの解明）。
1986年、日本建築学会のメンバーとして、ブルガリア世界建築学会に出席。
韓国庭苑学会会員として韓国庭苑の調査研究にも携わっている。日本国中の社寺庭園の調査研究と、沖縄・石垣島の冊封使や福岡の庭園の調査に従事。
1996年にオーストリア連邦国ウィーン・シェーンブルン宮殿で次女、山田貴恵が日本庭園を発見したことをきっかけに、修復、調査事業を始める。
特定非営利活動法人日本ガルテン協会をこのプロジェクトを契機に設立して、ＮＰＯ団体として認証を受ける。
シェーンブルン宮殿内日本庭園の修復に加えて、日本の枯山水、茶庭の二つの庭園を両脇に作庭し、シェーンブルン宮殿日本庭園として1999年に開園した。
1999 年5月に行われた開園式では、シェーンブルン宮殿日本庭園修復事業実行委 員長の鹿取泰衛元大使をはじめ、高島有終大使、黒川剛元大使、矢田部厚彦元大使、 青木秀西日本新聞会長や佐久間穆朝日新聞元ウィーン支局長、モルタラーオーストリア農業大臣、国会議長らなど両国の多くの方のご出席を得てフィッシャ ー・コルブリーオーストリア庭園局長と原田榮進会長の挨拶で行なわれた。
　なぜハプスブルグ帝国の離宮に誰が、いつ、どのようにし て庭園を作ったのかに迫ったテレビ 番組 NHK-BS 地球に乾杯で「よみがえった日本庭園の謎～ウィーン・ シェーンブルン宮殿」が 1999年5月23日に放送された。フランツ・フェルディナント皇太子が日本訪問から帰国後、A.ウムラウフトオーストリア局長率いる庭師たちが 1913 年のイギリスでの国際庭園展示会で日本庭園を見て、ジャポニズムの影響で、ヨーロッパにない庭園であるという感動をもとに造営させたもので、オーストリア＝ハンガリー帝国崩壊後は、多くの庭師たちも世界大戦に参戦、戦死し、庭園は荒廃して、忘れられ「アルペン・ガルテン」と呼ばれるようになった。この番組は好評を博し、NHK 総合放送「地球に好奇心」でも放送された。 
その後、ウィーン大学日本学研究所前に「青海波庭園」を、キャンバスを大海とし、青海波の流れを京都の白川砂で囲み、金閣寺垣で海に浮かぶ船の形にし、平和の国、日本丸に見立てた庭園を作庭した。海に囲まれた海国の日本丸が、日本文化を満載して七つの海を渡り、ヨー ロッパ大陸に位置する海の無いウィーン大学の芝生のキャンバスに、平和を願い、只今到着した」と構想のである。
さらに、数年後、日本庭園に関心をもつウィーン大学の学生からの要請があり、どんなイメージで作庭されたのかを含めて、日本庭園とはどんなものかの集中講義を行うことになり、実地での補修作業も行なった。

## 作庭活動

### オーストリア
- シェーンブルン宮殿日本庭園修復/1999年
- シェーンブルン宮殿日本庭園　茶庭・枯山水庭園作庭[5][6]/1999年
- ウィーン大学日本学研究所時計台前「青海波庭園」/1999年

### チェコ
- ピルゼン（プルゼニ）市にピルゼン市動植物園内「翔和苑[7]」/2004年

### 韓国
- 全羅南道、霊岩　王仁博士碑前 「神仙・太極庭苑」/2006年

### 日本
- 堺市　南宗寺　曹渓の庭　/2007年
- 俳句「青門」宝塚仁川倶楽部、木染庵の水琴窟/2007年
- 岐阜県立武義高等学校　創立90周年記念「○△□の庭」/2011年5月
- 東京都/世田谷区　達磨の庭　2011年
- 京都市相国寺　大通院　マイマイの庭　雨垂れの水琴窟　/2016年

## 受賞歴
- 2006年　韓国霊岩郡より王仁博士桜祭りにて謝碑を授与される。
- 2007年　霊岩市より感謝碑授与
- ２007年　ウィーン市より叙勲